# Joseph Nihoul
Félix Joseph Louis Nihoul (Tourinnes-Saint-Lambert, 5 februari 1880 - Cras-Avernas, 11 maart 1971) was een Belgisch senator en burgemeester.

## Levensloop
Nihoul was een zoon van Joseph Nihoul (1848-1889) en van Sophie Wauthier. Hij trouwde in 1901 met Marguerite Pasque (1881-1951) en ze kregen een dochter, Gabrielle (1909-1997).
Landbouwer van beroep, werd Nihoul in 1921 gemeenteraadslid en van 1921 tot 1947 burgemeester van Cras-Avernas.
Hij was katholiek en vervolgens PSC-senator voor het arrondissement Hoei-Borgworm van 1932 tot 1936 en van 1939 tot 1949.